# TDI (motor)
 For alternative betydninger, se TDI. (Se også artikler, som begynder med TDI)
TDI er et varemærke for dieselmotorer med direkte indsprøjtning og turbolader fra Volkswagen AG. TDI står for Turbocharged Direct Injection hhv. Turbocharged Diesel Injection.
TDI-serien benyttes i biler af mærkerne Volkswagen, Audi, SEAT og Škoda. De blev ligeledes benyttet i det tidligere Volkswagen/Ford joint venture Ford Galaxy samt i Volvo 850 TDI. Yderligere brugere var Mitsubishi (Grandis og Lancer) samt Chrysler (bl.a. Sebring).
Derudover arbejder de af Volkswagen som SDI markedsførte dieselmotorer også med direkte indsprøjtning, men uden turboladning.
En af de mest fremtrædende nøglepersoner i udviklingen af TDI var Ferdinand Piëch (en), hvis opfindelse indledningsvist sigtede mod at udruste samtlige dieselmotorer med pumpedyse-teknologi. I 2008 besluttede VW dog at migrere til Commonrail-dieselteknologien.[kilde mangler]

## Kendetegn
Cylindrene i en TDI-motor har ingen for- eller hvirvelkamre; gløderørene er monteret i forbrændingskammeret, som befinder sig i et som oftest cirkelformet hul. Den mindre forbrændingsrumsoverflade i forhold til for- og hvirvelkammermotorer muliggør et mindre varmetab og dermed en bedre virkningsgrad; derudover er der ingen reduceret overstrømning fra for- hhv. hvirvelkamrene i det egentlige forbrændingskammer. Derfor har disse motorer et særligt lavt brændstofforbrug. Princippet gør dog trykket højere og øger dermed også motorstøjen. Generelt udviser alle turbodieselmotorer et vis igangsætningsbesvær, som ikke kan tilbageføres til turboladeren. Denne som turbotøven betegnede egenskab indtræder mellem motorens tomgangsomdrejningstal på knap 1000 omdr./min. og turboladerens virkning fra ca. 1300 omdr./min. På TDI-motorer fremkommer det maksimale drejningsmoment som regel mellem ca. 1800 og 2200 omdr./min.

## Oprindelse
Dieselmotorer med direkte indsprøjtning var allerede opfundet før 2. verdenskrig. I dag har næsten alle dieselmotorer direkte indsprøjtning. På hurtigtkørende små dieselmotorer (med slagvolumen på 500 cm³ og derunder) var princippet problematisk i forhold til brændstoffets doserbarhed, trykket og motorgangen. Disse problemer førte til udviklingen af for- og hvirvelkammermotorer. Først med muligheden for en elektronisk styret brændstofdosering blev det muligt at benytte direkte dieselindsprøjtning i personbiler.

## TDI af første generation med fordelerindsprøjtningspumpe
Efter Fiat Croma 2000 Turbo D i.d. (1986) og Austin Montego MDi (1988) var den på Frankfurt Motor Show 1989 introducerede Audi 100 2,5 TDI verdens tredje personbil med direkte dieselindsprøjtning. Audis femcylindrede dieselmotor var baseret på den i 1972 i Audi 80 for første gang benyttede Audi/Volkswagen-firecylindermotor type 827. På basis af denne kom i 1976 også den første hvirvelkammerdieselmotor i Volkswagen Golf. Motoren i den første Audi 100 TDI havde en maksimal effekt på 88 kW (120 hk). Det maksimale drejningsmoment på 265 Nm var til rådighed allerede fra 2250 omdr./min. og gav også i det nederste omdrejningsområde et tilstrækkeligt bundtræk. Bilens topfart var 200 km/t, og brændstofforbruget ca. 6 liter pr. 100 km. Allerede de første TDI-motorer var udstyret med en elektronisk styret fordelerindsprøjtningspumpe fra Bosch (VP36 eller VP37 med axialkolbe). Den sprøjtede med et tryk på op til 950 bar. I 1991 fulgte den mindre Audi 80 med en lidt mindre firecylindret 1,9-litersmotor med en effekt på 66 kW (90 hk) og et maksimalt drejningsmoment på 182 Nm.
I 1993 kom med en næsten identisk motor den første Golf TDI med en effekt på ligeledes 66 kW (90 hk) på markedet. Problemerne med de første TDI'ere bestod i den stadigvæk hårde motorgang. TDI-motoren i Golf III gik derfor først i serieproduktion efter en stor forsinkelse, da det var ret svært at lave en støjdæmpning i bilens relativt lille motorrum. Derudover bevirkede den for daværende forhold meget gode virkningsgrad på 38% en ringe og sen opvarmning af kølervæsken. Derfor var køreegenskaberne om vinteren, specielt kabinevarmens og dermed også rudedefrosterens virkning, meget ringe. For at nedsætte dette problem, blev der i kølevæskekanalen monteret et ekstra elektrisk varmeelement. Denne såkaldte ekstravarmer i ledningen til køleren fremskyndede opvarmningen af kølevæsken og varmeluften. Alternativet var for Audis vedkommende et dieseldrevet ekstra varmeapparat. Dette apparat, produceret af Eberspächer, kunne udvides til en rigtig parkeringsvarmer.
Allerede første generation af TDI-motorerne var mål for chiptuning, som ofte overbelastede motormekanikken. Derfor introducerede Volkswagen og Audi selv senere stærkere versioner. I 1996 kom 1,9 TDI i en version med 81 kW (110 hk), som kunne kendes på det røde I i TDI-skrifttrækket. Ikke kun motorsoftwaren var anderledes, men også stempler og plejlstænger var stærkere. Denne motor, som første gang blev benyttet i Audi A4, var den første serieproducerede personbilsmotor med en virkningsgrad på over 40%. Derudover fandtes der i en årrække også en 2,5-liters V6-motor med fordelerindsprøjtningspumpe.

## TDI af anden generation med pumpe/dyse-teknik
Pumpe/dyse-teknik blev udviklet i samarbejde med verdens største underleverandør i bilindustrien Bosch. Pumpe/dyse-teknik blev anvendt i dieselbilerne af VAG-koncernen fra Volkswagen, Audi, SEAT og Škoda.
De første biler med pumpe/dyse-teknik kom på markedet i 1998 i skikkelse af Volkswagen Passat B5. Disse biler havde ingen separat indsprøjtningspumpe, men derimod et cylinder/kolbe-element placeret over indsprøjtningsdysen. Begge disse enheder blev tilsammen benævnt pumpe/dyse-element, som var monteret i topstykket. Knastakslen ydede med en tredje knast pr. cylinder (ud over dem til indsugnings- og udstødningsventilerne) kraft til pumpe/dyse-systemet, som opbyggede brændstoftrykket.
Dette system var allerede kendt fra lastbilindustrien. Pumpe/dyse-motorer arbejdede ved nominel effekt med et tryk på op til 2050 bar, som i lang tid var det højest mulige i personbilsdieselmotorer. Tilsvarende forbedredes virkningsgraden og brændstofforbruget. Dermed var Volkswagen Lupo 3L TDI og også Volkswagen 1-liter bilen udstyret med et sådant system. Virkningsgraden for motoren i Lupo 3L TDI ligger på 45%. Volkswagen håbede at denne teknik vil blive det store gennembrud, som dog udeblev da systemet krævede meget lave produktionstolerancer, hvilket gjorde disse motorer meget dyre. Da Volkswagen-koncernen også solgte mange firmabiler, betød pumpe/dyse-teknikken en stor konkurrencefordel på grund af det lave brændstofforbrug, hvilket dog førte til forbedring af teknikken. Motortypen blev gradvist udfaset frem til år 2010.
Fra år 2000 indførtes 1,9 TDI-motoren med 96 kW (130 hk) i Volkswagen-koncernen: bl.a. i Volkswagen Passat (2000) og Golf (2001), i Audi A3 (2000), A4 (2000) og A6 (2001) samt i Škoda Superb (2001). Fra 2003 kunne denne motor også fås i Volkswagen Sharan med 96 kW (130 hk) og 110 kW (150 hk). Et halvt år senere fulgte disse motorversioner i yderligere modeller som Škoda Fabia RS og Octavia, Volkswagen Polo samt SEAT León og Ibiza. I 2005 introduceres, udelukkende i SEAT Ibiza Cupra, en TDI-motor på 1,9 liter med 118 kW (160 hk) ved 3750 omdr./min. og et maksimalt drejningsmoment på 330 Nm ved 1900 omdr./min.
Sammen med Touran og Golf V kom der i 2003 en ny generation af TDI-motoren med et slagvolumen på 2,0 liter (2,0 TDI). I den første tid fandtes den nye motor kun med 100 kW (136 hk) og kort tid efter 103 kW (140 hk). Motoren havde, så længe den ikke var udstyret med partikelfilter, 16 ventiler i stedet for de sædvanlige 8. Senere kom 2,0 TDI i en effektøget udgave med 125 kW (170 hk) og 16 ventiler, som blev benyttet i f.eks. Golf GTD, Audi A3 og SEAT León FR TDI. 170 hk-versionen ydede ikke sin maksimale effekt ved 4000 omdr./min., men derimod først ved 4200 omdr./min.

## TDI af tredje generation med commonrailteknik
Den tredje generation af commonrail-dieselteknologien imponerer med et indsprøjtningstryk fra 2,500 til 2,700 bar. Takket være et helt nyudviklet piezo-elektrisk aktiveret indsprøjtningssystem til commonraildiesel-teknologien sørger for en meget høj grad af kraftudfoldelse og effektiv brændstofforbrænding ved hvert arbejdspunkt. Bosch har stort fokus på udviklingen af moderne teknologi inden for dieselbiler og bliver ved.
TDI-motorer af tredje generation har direkte indsprøjtning med commonrailteknik. Her opbygger en fælles (common) ledning (rail) et konstant højt tryk, hvor indsprøjtningstidspunktet styres af magnetventiler. Den første motor af denne type kom på markedet i 1999 i Audi A8 og var en V8-motor. Her talte et højt komfortniveau imod pumpe/dyse-systemet. Commonrail-teknologien kom første gang i 1997 i Alfa Romeo 156 og var betydeligt billigere og komfortabel end pumpe/dyse-teknologien. Den første firecylindrede commonrailmotor til personbiler i Volkswagen-koncernen blev i 2007 indsat i Audi A4 og Volkswagen Tiguan. Audi A6, Volkswagen Phaeton og Volkswagen Touareg havde allerede siden 2004 haft en V6-commonrailmotor og indledte dermed Volkswagen-koncernens afsked med pumpe/dyse-systemet. For erhvervskøretøjers vedkommende kunne Volkswagen LT fra 2002 fås med commonrailmotor.
Det standardmæssige ECO start/stop-system sørger for, at motoren afbrydes midlertidigt, når bilen holder stille, hvilket er med til at spare brændstof. Desuden informerer ECO-visningen i kombiinstrumentet føreren om, hvor effektiv den aktuelle køremåde er, og motiverer således føreren til at tilpasse sin kørestil og dermed reducere brændstofforbruget.
Tiltag såsom dæk med lav rullemodstand, intelligent styrede sekundære aggregater og optimeret aerodynamik er med til at forøge hele bilens effektivitet eftertrykkeligt.
Volkswagen som den største producent af pumpe/dyse-biler valgte af flere grunde at afskaffe den midlertidige pumpe/dyse-teknik, blandt andet fordi:
- Commonrail-systemets indsprøjtningstryk nåede i 2007 op på pumpe/dyse-systemets niveau med tryk fra 2000 til 2.200 bar.
- Commonrail-systemets indsprøjtningstryk nåede i slutning af 2015 med tryk fra 2.500 til 2.700 bar takket være en helt nyudviklet dieselteknologi, CRS2-2. [2] med magnetventil-injektorer har et indsprøjtningstryk op til 2.500 bar. Derudover har Bosch udviklet et forholdsvis dyrt produkt, CRS3-27 [3], med Piezo-injektorer som nåede op på maksimal indsprøjtningstryk til 2.700 bar. Bosch-ingeniører har formået at overvinde alle andre dieselsystemer ved hjælp af nyudviklet commonrail-system.
- Commonrail kan med sin uafhængige pumpe konstant sprøjte med fuldt tryk, hvorimod pumpe/dyse er afhængigt af knastakselkonturen, hvilket specielt er en ulempe ved før- og efterindsprøjtning.
- Omkostningerne for pumpe/dyse stiger med cylinderantallet i højere omfang end commonrail.
- Som følge af commonrails store udbredelse, også i konkurrerende personbiler, kunne priserne i fremtiden sættes lavere end hvis det Volkswagen-eksklusive pumpe/dyse-system var fortsat.

Generelt udviser commonrailsystemer en simpel opbygning med få komponenter, som i princip minder om et gammelt LH-Jetronic-benzinindsprøjtningssystem fra 1980'erne.

## Betydning af de farvede bogstaver i TDI-skrifttrækket
Volkswagens TDI-motorer udviser et særligt kendetegn i typeskrifttrækket. I 1996 introduceredes den til 81 kW (110 hk) (motorkode AFN, AVG, AHF og ASV) effektøgede version af TDI-motoren med 66 kW (90 hk) (1Z, ALE, AHU) af første generation. Denne var i modsætning til det svagere forbillede udstyret med en turbolader med variabel geometri (VTG), en anden motorsoftware samt forstærkede plejlstænger. Sådanne biler havde et rødt "I" i skrifttrækket. Senere kom pumpe/dyse-motorerne med rødt "D" og "I". Golf IV med 110 kW (150 hk) (motorkode ARL) havde et gennemgående rødt skrifttræk, mens de mindre pumpe/dyse-motorer med 85 kW (115 hk), 96 kW (130 hk) og til sidst også 74 kW (100 hk) på Golf havde et sølvfarvet "T" og røde "DI"-bogstaver i skrifttrækket.
Det er dermed kun muligt at afgøre bilens motoreffekt ud fra skrifttrækket, hvis modelåret kendes. Det blå "I" kan ofte ses på Transportere og henviser til en særligt sparsom TDI-motor uden intercooler. Lupo 3L TDI har derimod lysegrønne "DI"-bogstaver.
SEAT León 1M fandtes i en Topsport (TS)-version, som senere blev omdøbt til Formula Racing (FR). Denne version med 110 kW (150 hk)-motor havde ligeledes et helt rødt TDI.

## VW-skandalen og miljøtilsyn
Den 18.september 2015 afslørede Californiens miljømyndighed, Carb, som EPA, (US Environmental Protection Agency), at VW installerede snydesoftware, som manipulerer udstødningsgasserne fra dieselmotorer i de mest populære familiemodeller, hvor omkring 480.000 VW/Audi-køretøjer er udstyret med 2,0 TDI-motorer, der sælges i USA mellem 2009-2015 betragtes som berørte. Fidusen ved den særlige software er, at den får bilen til at opfylde kravene til NOx-udslip, når den er til kontrol. Under normal kørsel ude på vejene er udslippet langt højere. Sådanne NOx emissionsniveauer er ikke i overensstemmelse med de amerikanske lovkrav som VW sidenhen havde indrømmet at have installeret ulovlige software i deres dieselbiler, hvor omkring 11 millioner køretøjer er berørte. Ved hjælp af snydesoftware havde VW til opgave at opnå et højere moment og samtidig kunne kører længere på literen, på bekostning af at bilen udleder op til 40 gange mere kvælstofilter end tilladt.

## Varemærket TDI
TDI er et registreret varemærke for Audi AG siden 9. august 1995, samt i forskellige kombinationer som ord-/billedmærke for Volkswagen AG. Ifølge EU's udtalelser er TDI ikke noget varemærke men derimod en "teknisk forkortelse", og kan dermed ikke beskyttes over hele Europa som varemærke.